# Ceratocanthinae
Ceratocanthinae (лат.) — подсемейство жуков из семейства гибосориды (Hybosoridae). Взрослые особи некоторых видов ассоциированы с муравьями и термитами, а часть способны сворачиваться в шар. Семейство включает более 400 видов и 40 родов.

## Строение имаго
Длина тела варьируется от 2 до 10 мм. Форма тела разнообразна, как правило, округлая. Окраска тела чёрная, с зелёными и пурпурными тонами, часто — с металлическим отливом. Благодаря подвижному сочленению первого сегмента груди со вторым, жуки способны сворачиваться в шар.
У жуков усики 8—10-члениковые, булава овальная или удлинённая, первый сегмент не чашевидный. Глаза развиты. Верхняя губа и мандибулы вытянуты за вершиной наличника. Переднеспинка главным образом выпуклая, гладкая или точечная; в основном волнистая или округлая, реже другой формы. Максиллы с четырёх-сегментными щупиками. Щиток вытянут, имеет треугольную форму. Надкрылья выпуклой формы, часто пунктированные. Пигидий полностью скрыт под надкрыльями, за исключением представителей трибы Scarabatermitini. Лапки пятичлениковые. На лапках второй и третьей пары ног у некоторых представителей расположены органы стридуляции.
- Ivieolus brooksi
- Callophilharmostes fleutiauxii

## Образ жизни
Взрослые жуки обитают в коре или сучьях мёртвых деревьев и на грибах. Также они могут встречаться ассоциациями с термитами или муравьями. Ночью их может привлекать искусственный свет. Большая часть видов способны сгибать голову и переднеспинку, образуя подобие шарика, именно эта способность помогает жукам избегать некоторых хищников. Имаго питаются на грибах или гниющей древесиной.
Личинки встречаются под корой и в норках других скарабеоидных из семейства сахарных жуков (Passalidae). Взрослые и личинки некоторых видов имеют способность стрдулировать.

## Палеонтология
Древнейшие представители подсемейства найдены в раннем мелу Китая.

## Классификация
Известно более 400 видов и 40 родов.
- Acanthocerodes Péringuey, 1901
- Afrocloetus Petrovitz, 1968
- Aneilobolus Hesse, 1948
- Anopsiostes Paulian, 1982
- Astaenomoechus Martínez & Pereira, 1959
- Aulisostes Howden & Gill, 2000
- Balleriolus Sousa et al., 2023
- Baloghianestes Paulian, 1968
- Besuchetostes Paulian, 1972
- Callophilharmostes Paulian, 1968
- Carinophilharmostes Paulian, 1968
- Ceratocanthoides Paulian, 1982
- Ceratocanthopsis Paulian, 1982
- Ceratocanthus White, 1842
- Chaetophilharmostes Paulian, 1977
- Cloeotus Germar, 1843
- Congomostes Paulian, 1968
- Cryptophilharmostes Ballerio, 2000
- Cryptosphaeroides Ballerio, 2009
- Cyphopisthes Gestro, 1898
- Ebbrittoniella Martínez, 1962
- Eusphaeropeltis Gestro, 1898
- † Gansuceratoikiscum Wang in Wang, Cheng & Zhang, 2010[3]
- Germarostes Paulian, 1982
- Glyptogermarostes Ocampo & Ballerio, 2006
- Goudotostes Paulian, 1979
- Ivieolus Howden & Gill, 1988
- Macroelongatoolithus Li, Yin & Liu, 1995
  - = † Megafusoolithus Wang, Zhao, Wang, Jiang & Zhang, 2010[3]
- Macrophilharmostes Paulian, 1978
- Madrasostes Paulian, 1975[12]
- Martinezostes Paulian, 1982
- Melanophilharmostes Paulian, 1968[13]
- † Mesoceratocanthus Nikolajev, Wang, Liu & Zhang, 2010[3]
- Nesopalla Paulian & Howden, 1982
- Oxymorostes Ballerio, 2009
- Paulianostes Ballerio, 2000
- Perignamptus Harold, 1877
- Petrovitzostes Paulian, 1977
- Philharmostes Kolbe, 1895
- Pseudopterorthochaetes Paulian, 1977[14]
- Pseudosynarmostes Ballerio, 2009
- Pterorthochaetes Gestro, 1898
- Scarabaeinus Silvestri, 1940
- Scarabatermes Howden, 1973
- Synarmostes Germar, 1843
- Trachycrusus Howden & Gill, 1995
- Xenocanthus Howden & Gill, 1988
- † Zhongjiania Yuan, Zhu & Peng, 2010[3]